# Kapelle zu unserer lieben Frau Bekümmernis

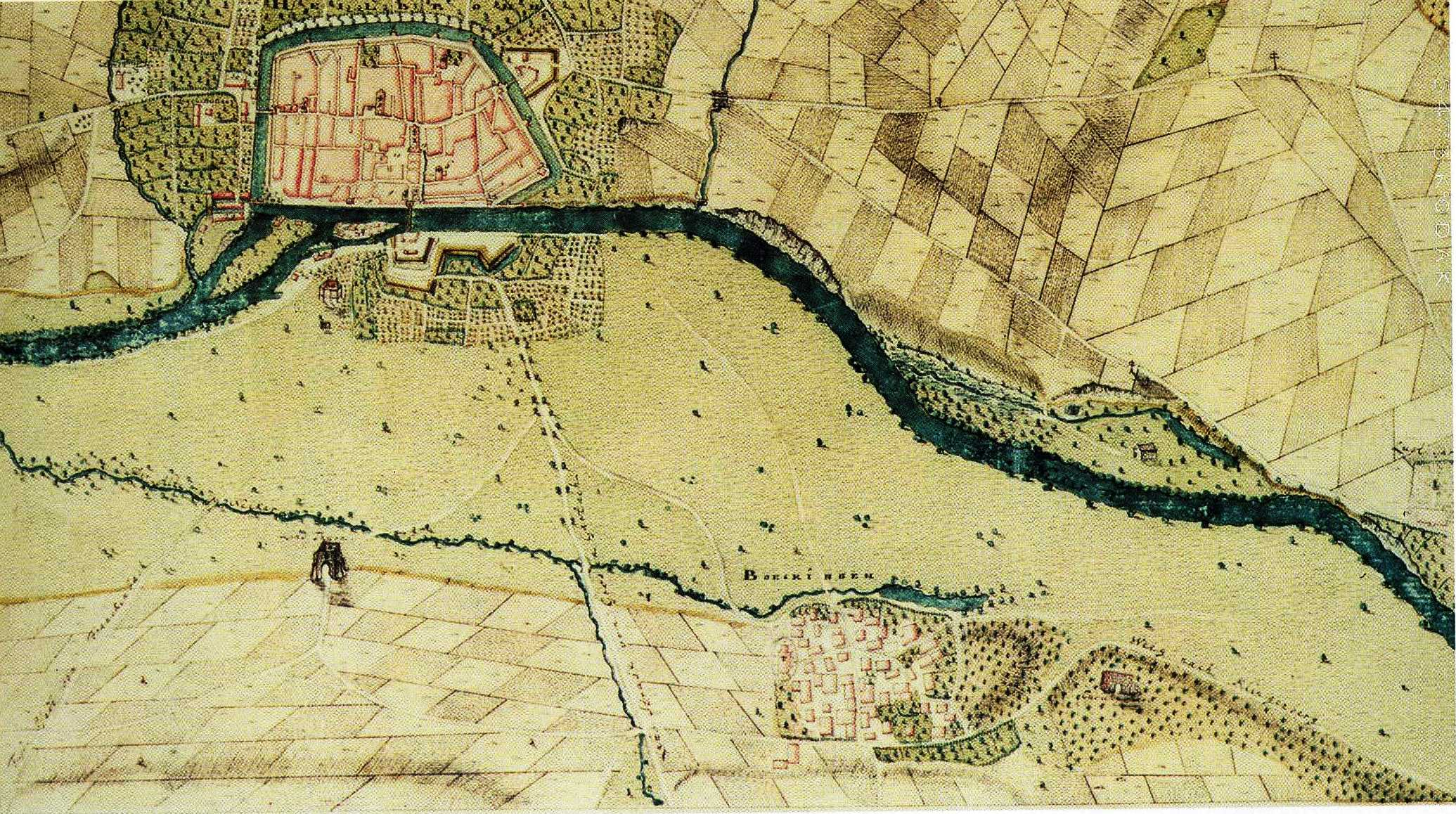
Die Kapelle auf einer Karte von 1689 auf dem Hügel Cuculimur

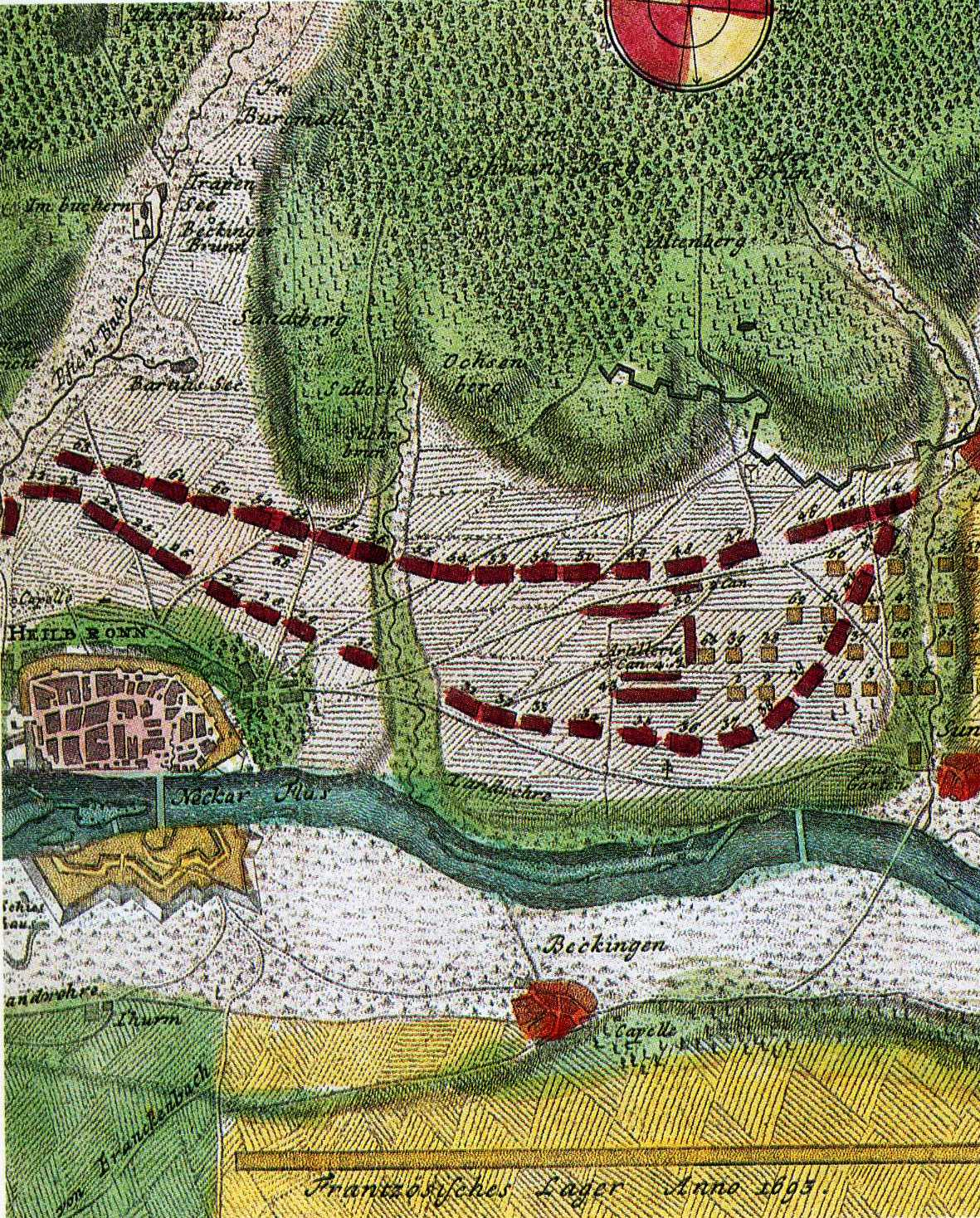
Die Kapelle auf einer Karte von 1693

Die Kapelle zu unserer lieben Frau Bekümmernis war eine Kapelle in Hetensbach, einem im 8. Jahrhundert urkundlich erwähnten und im 15. Jahrhundert abgegangenen Dorf auf der heutigen Gemarkung des Heilbronner Stadtteils Böckingen.

## Ort und Umgebung
Die Oberamtsbeschreibung von 1865 erwähnt eine Kapelle, die auf einem Hügel namens Gukele-Morr (auf älteren Karten auch Gugelmur oder Cuculimur) stand. Dieser Name stammt vom lateinischen Begriff cucculi murus (dt.: Gebäude der Hochwache) ab. Der Hügel, von dem man das Neckartal überwachen konnte, befand sich zwischen Klingenberg und Böckingen. An jener Stelle wird auch der bereits im 15. Jahrhundert abgegangene Ort Hetensbach verortet. Die Kapelle wäre demnach identisch mit der 1295 erwähnten Kirche in Hetensbach.
Die Kapelle, die im Mittelalter als Kapelle zu unserer lieben Frauen Bekümmernis geweiht worden war, wurde 1510 eingerissen. 1680 wurde die Ruine als Steinbruch verwendet, wobei die Steine als Baumaterial für ein Bauernhaus in Böckingen genutzt wurden. Bauliche Überreste blieben wohl auch danach noch erhalten, da die Kapelle weiterhin auf Karten des späten 17. Jahrhunderts erscheint. Vollkommen abgetragen wurde die Kapelle, als 1811 die Zabergäustraße angelegt wurde. Die Steine der Kapelle wurden für den Straßenbau eingesetzt. Auch der Hügel, auf dem die Pfarrei Böckingen Weinbau trieb, wurde im Zuge des Straßenbaus abgetragen.
Heute würde sich die Kapelle in der Ludwigsburger Str. 188/190 in Böckingen befinden.

## Beschreibung
Das Gebäude hatte den Grundriss eines länglichen Rechtecks mit einer Länge von 22 Metern, seine starken Mauern waren aus Quadersteinen errichtet. Die Fassade des Gebäudes, die in Richtung der Hochebene lag, wies ein großes Tor mit einem gedrückten Torbogen auf, der von Fensterbögen flankiert wurde. Auf der nördlichen Seite des Gebäudes in Richtung Böckingen befand sich nochmals ein großes Tor, das von einem Rundbogen überspannt war.